# الزافر (مسلسل)
الزافر مسلسل دراما سعودي عُرض المسلسل على شاشة «قناة السعودية» وعلى قنوات هيئة الإذاعة والتلفزيون السعودية خلال شهر رمضان عام 2025م، وهو من كتابة عثمان جحا، وإخراج سيف الشيخ نجيب. والإخراج الفني للفنان خليل ابو حلتم

## قصة المسلسل
تجري أحداث المسلسل في قرية جبلية جنوب السعودية خلال حقبة زمنية قديمة، وتحدث فيها العديد من الصراعات الداخلية والخارجية، ما يؤدي إلى سلسلة من التحولات الدرامية.

## الإنتاج
المسلسل من تأليف وكتابة عثمان جحا، ومعالجة من  ورشة من الكتاب السعوديين، وأدار المشروع عبدالاله الهزازي، والمنتج الفني للعمل يامن عبدو، ومنتج منفذ العدسة علي العلي. ويستوحي المسلسل ديكوراته، وأزياءه، والطعام فيه من تراث جنوب السعودية ضمن توليفةٍ دراميةٍ من إخراج المخرج السوري سيف الشيخ نجيب. واستخدم في المسلسل أعلى التقنيات السينمائية الحديثة للإنتاج، إضافة إلى تقنية ALEXA LF، وعدسات anamorphic lens، ليصبح أول عملٍ درامي عربي يُصوّر بهذه التقنية المتطورة، حسبما ذكر القائمون عليه، كما يقف خلف العمل نحو 500 شخصٍ بين فني، وعامل، ومهندس.

## الممثلون
| الفنان        | المصدر |
| ------------- | ------ |
| راشد الشمراني |        |
| مريم الغامدي  |        |
| مرزوق الغامدي |        |
| علي الحميدي   |        |
| أضوى فهد      |        |
| مروة محمد     |        |
| جبران الجبران |        |
| ندى الحاجي    |        |
| أيمن مطهر     |        |
| عزيز بحيص     |        |
| غادة الملا    |        |
| حسام الحارثي  |        |
| بدور العتيبي  |        |
| نوف سعد       |        |
| محمد الزهراني |        |
| رضوى مزين     | [ 5 ]  |
| ريم الغامدي   | [ 1 ]  |